# Mlynčeky
Mlynčeky (in ungherese Tátraháza, in tedesco Mühlerchen) è un comune della Slovacchia facente parte del distretto di Kežmarok, nella regione di Prešov.